# Le Cambrioleur (film, 1930)
Pour les articles homonymes, voir Le Cambrioleur.
Pour plus de détails, voir Fiche technique et Distribution.
Le Cambrioleur (Einbrecher) est un film allemand réalisé par Hanns Schwarz, sorti en 1930.
Une version française sera tournée sous le titre de Flagrant Délit.

## Fiche technique
- Titre original : Einbrecher
- Titre français : Le Cambrioleur
- Réalisation : Hanns Schwarz
- Scénario : Robert Liebmann (en) d'après la pièce de Louis Verneuil
- Direction artistique : Erich Kettelhut
- Photographie : Konstantin Irmen-Tschet et Günther Rittau
- Montage : Willy Zeyn
- Musique : Franz Waxman et Friedrich Hollaender
- Production : Erich Pommer
- Pays de production : République de Weimar
- Format : Noir et blanc
- Genre : comédie musicale
- Durée : 102 minutes
- Date de sortie : 1930

## Distribution
- Ralph Arthur Roberts (en) : Eugene Dumontier
- Lilian Harvey : Reneé Dumontier
- Willy Fritsch : Jacques Durand
- Heinz Rühmann : Victor Sérigny
- Margarethe Koeppke : Mimi
- Oskar Sima : Jean Amadé
- Gertrud Wolle (en) : Hortense
- Kurt Gerron : Préfet de police
- Paul Henckels : Préfet de police